# Vicente Esquerdo
Vicente Esquerdo Santas (Calp, 1999. január 2. –) spanyol labdarúgó, a Castellón játékosa kölcsönben a Valencia csapatától.

## Pályafutása
2014-ben a Ciudad de Benidorm csapatától került a Valencia akadémiájára. 2018. augusztus 25-én mutatkozott be a Valencia Mestalla csapatában a CD Ebro elleni harmadosztályú bajnoki mérkőzésen Sito cseréjeként November 24-én szerezte meg az első gólját az UB Conquense csapata ellen, a mérkőzés végül 2–2-re végződött. 2019. november 30-án debütált az első csapatban a Villarreal ellen 2–1-re elvesztett La Liga mérkőzésen Francis Coquelin cseréjeként. 2021. augusztus 27-én kölcsönbe került a Castellón csapatához.

## Statisztika
2021. december 19-i állapotnak megfelelően.
| Klub              | Szezon   | Bajnokság | Bajnokság | Kupa  | Kupa  | Nemzetközi | Nemzetközi | Egyéb1 | Egyéb1 | Összesen | Összesen |
| Klub              | Szezon   | Mérk.     | Gólok     | Mérk. | Gólok | Mérk.      | Gólok      | Mérk.  | Gólok  | Mérk.    | Gólok    |
| ----------------- | -------- | --------- | --------- | ----- | ----- | ---------- | ---------- | ------ | ------ | -------- | -------- |
| Valencia Mestalla | 2018–19  | 28        | 1         | 0     | 0     | —          | —          | —      | —      | 28       | 1        |
| Valencia Mestalla | 2019–20  | 24        | 2         | 0     | 0     | —          | —          | —      | —      | 24       | 2        |
| Valencia Mestalla | 2020–21  | 11        | 0         | 0     | 0     | —          | —          | —      | —      | 11       | 0        |
| Valencia Mestalla | Összesen | 63        | 3         | 0     | 0     | 0          | 0          | 0      | 0      | 63       | 3        |
| Valencia          | 2019–20  | 3         | 0         | 1     | 0     | 0          | 0          | 0      | 0      | 4        | 0        |
| Valencia          | 2020–21  | 4         | 0         | 3     | 0     | —          | —          | —      | —      | 7        | 0        |
| Valencia          | Összesen | 7         | 0         | 4     | 0     | 0          | 0          | 0      | 0      | 11       | 0        |
| Castellón         | 2021–22  | 8         | 0         | 2     | 1     | —          | —          | —      | —      | 10       | 1        |
| Castellón         | Összesen | 8         | 0         | 2     | 1     | 0          | 0          | 0      | 0      | 10       | 1        |
| Összesen          | Összesen | 55        | 3         | 1     | 0     | 0          | 0          | 0      | 0      | 56       | 3        |

1 Tartalmazza a Spanyol labdarúgó-szuperkupa mérkőzéseket.